# Chilodes anella
Chilodes anella är en fjärilsart som beskrevs av Denis och Schiffermüller sensu Stephens 1834. Chilodes anella ingår i släktet Chilodes och familjen nattflyn. Inga underarter finns listade i Catalogue of Life.